# جيسوس سانشيز
جيسوس سانشيز (بالألمانية: Jesús Sánchez Adalid) (و. يوليو 1962  م) هو كاتب إسباني، ولد في دون بينيتو.

## التعليم
تعلم في الجامعة البابوية في سلامنكا، وتعلم في جامعة إكستريمادورا
.